# Hallonmalmätare
Hallonmalmätare (Eupithecia subfuscata) är en fjärilsart som beskrevs av Adrian Hardy Haworth 1890. Hallonmalmätare ingår i släktet Eupithecia och familjen mätare. Arten är reproducerande i Sverige. Inga underarter finns listade i Catalogue of Life.

## Bildgalleri

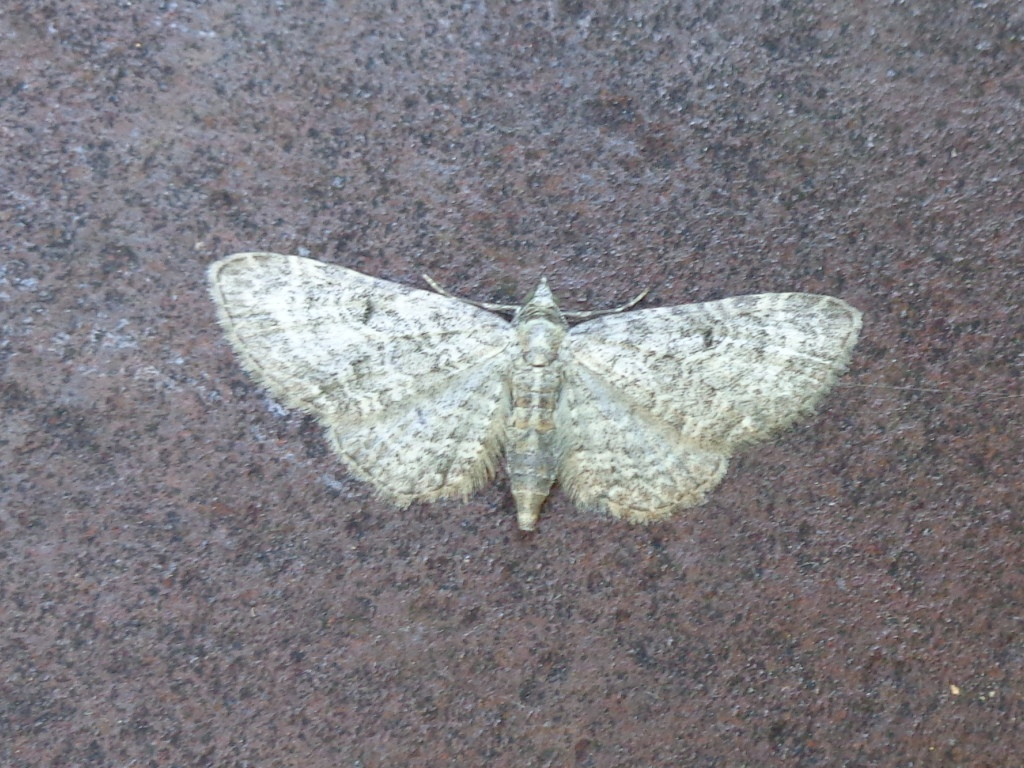
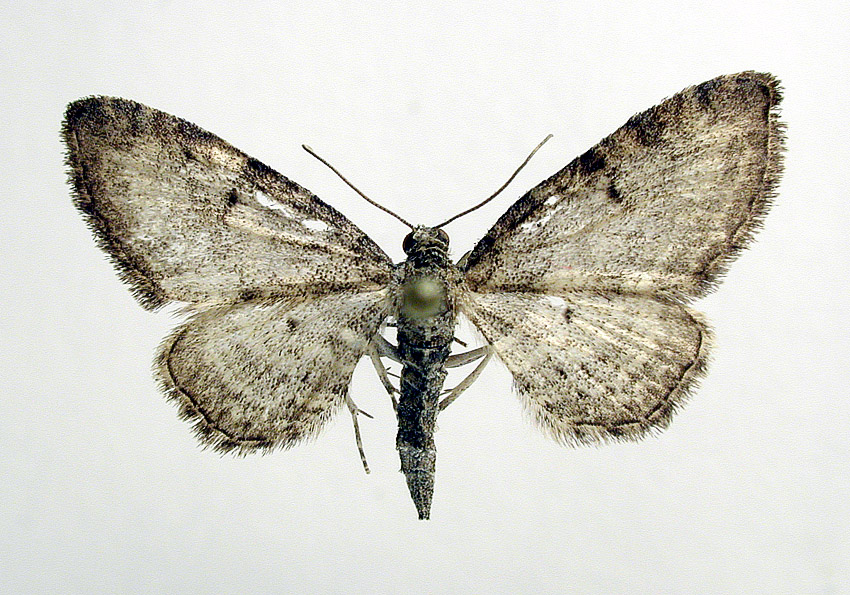
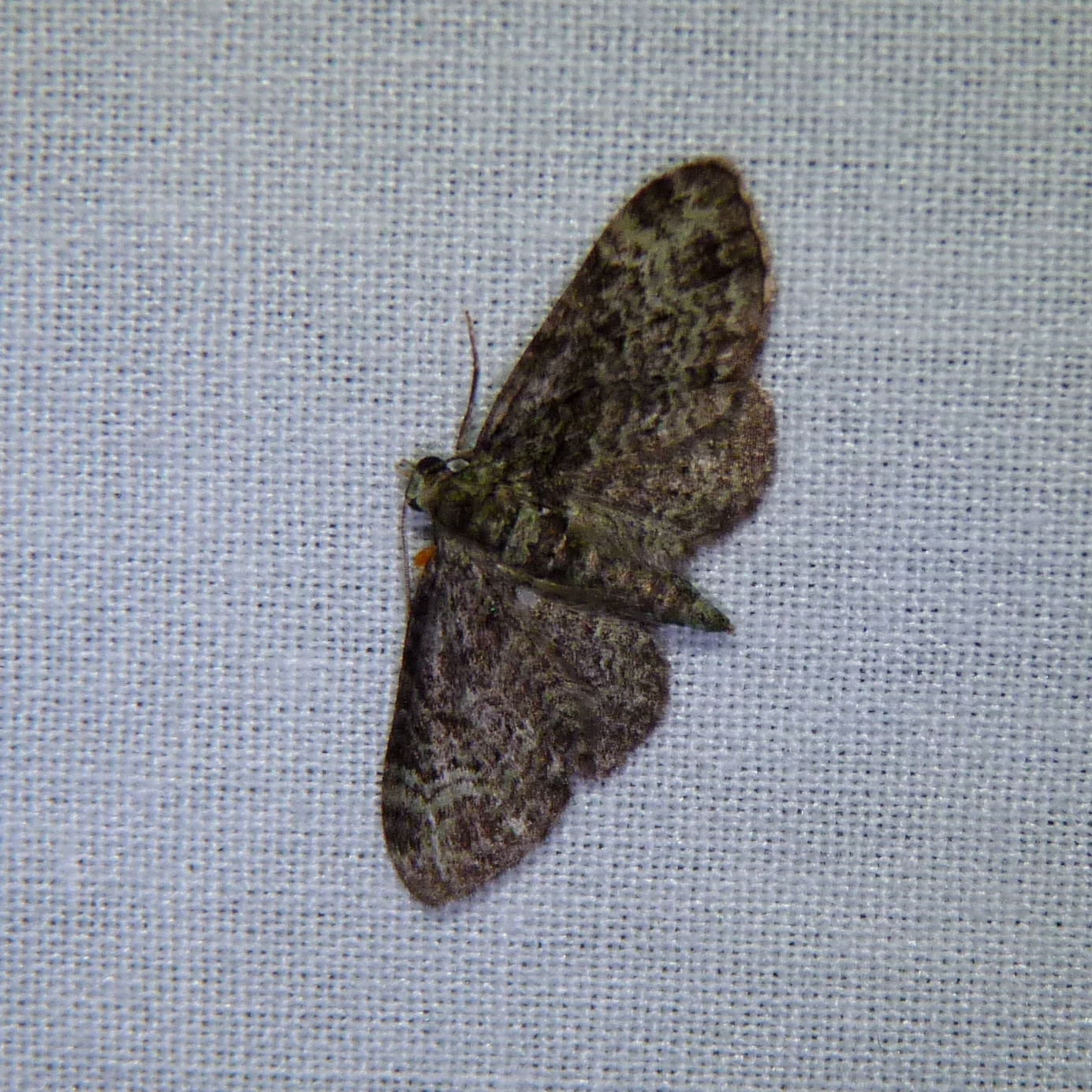
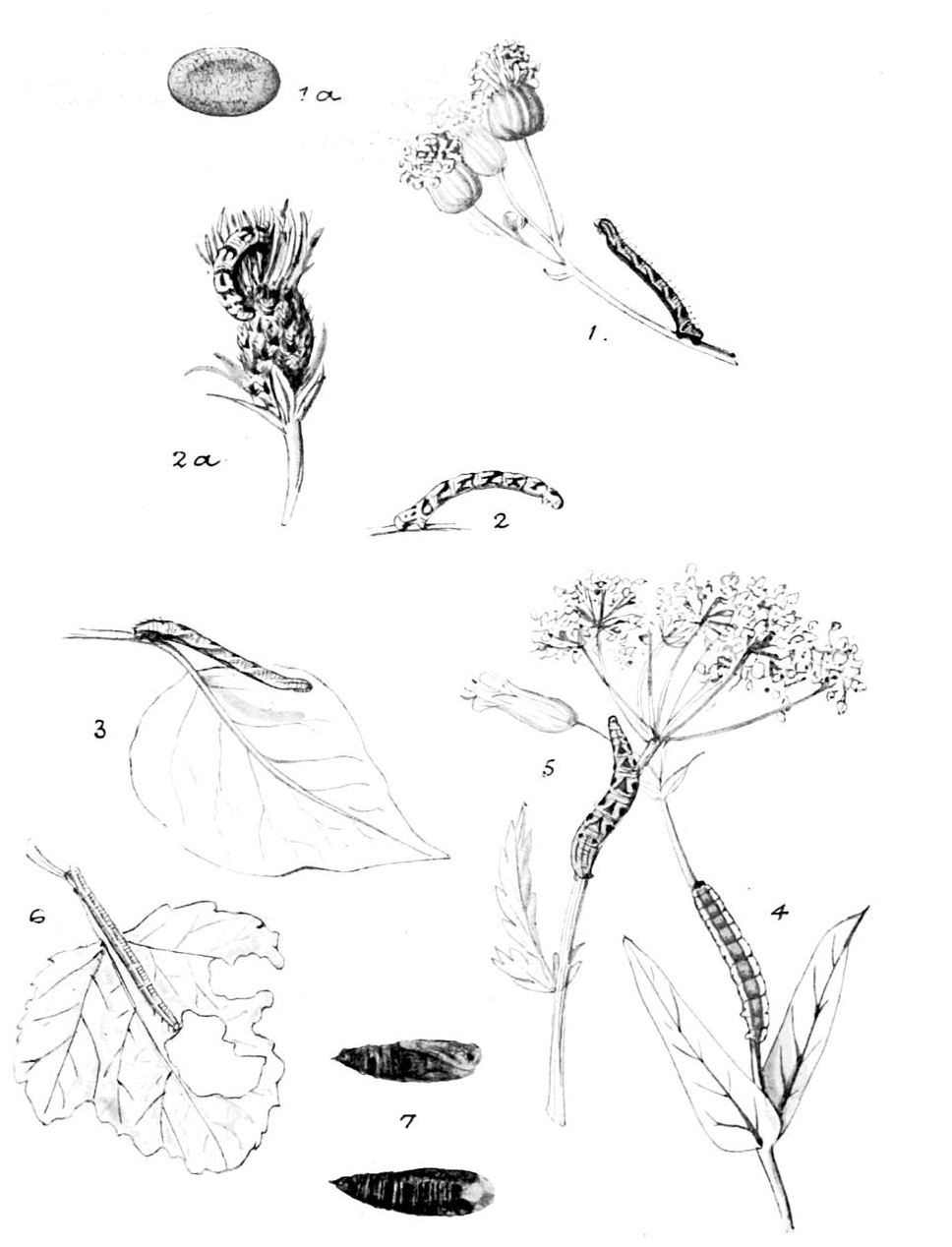
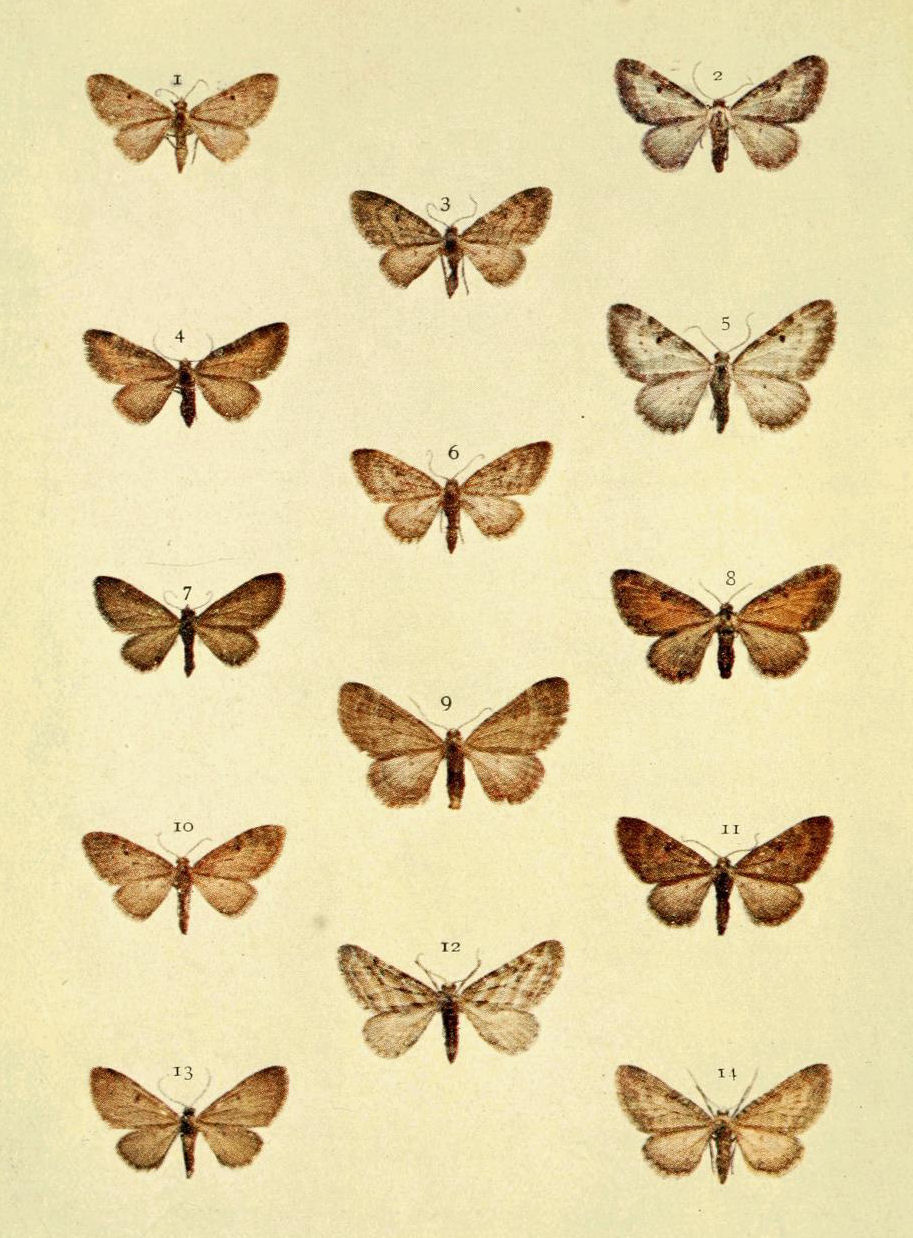